# Lago Gaoyou
Il Lago Gaoyou (高邮湖S, Gāoyòu HúP) è il sesto lago d'acqua dolce più grande della Cina, situato tra le province di Anhui e Jiangsu. Può essere considerato un lago artificiale, essendo la sua creazione dovuta ad una lunga politica di controllo delle inondazioni e per interventi di Ingegneria idraulica nell'antica Cina. Il lago Gaoyou fa ora parte del sistema del fiume Huai, poiché vi scorre attraverso verso sud, nel suo percorso verso il fiume Yangtze e il Pacifico.